# Neocollyris purpureomaculata
Neocollyris purpureomaculata (лат.) — вид жуков-скакунов рода Neocollyris из подсемейства Cicindelinae (триба Collyridini). Юго-Восточная Азия.

## Распространение
Встречаются в Юго-Восточной Азии. Индонезия (Суматра). Вид, известный только по типу, происхождение которого «Lau Rakit» невозможно точно указать.

## Описание
Жуки-скакуны мелкого размера (8,7 мм). Голова и верхняя губа длиннее; последний членик лабиальных щупиков очень длинный; надкрылья зелёного цвета с двумя широкими пурпурными фасциями с каждой стороны.
Тело тонкое стройное, ноги длинные. Верхняя губа с 7 зубцами, два крупных крайних зубца отделены от других лишь небольшим углублением. Переднеспинка удлинённая, сужена впереди и посередине. Надкрылья узкие, выпуклые, густо пунктированы. Обитают на стволах деревьев и кустарников. Биология и жизненный цикл малоизучены.

## Классификация
Вид был впервые описан в 1922 году по типовым материалам из Азии под названием Collyris purpureo-maculata Horn, 1922. Позднее был включён в состав подрода Brachycollyris рода Neocollyris. Валидный статус подтверждён в ходе ревизии, проведённой в 1994 году французским энтомологом Roger Naviaux (1926—2016).